# Lüderitz (Namibië)
Lüderitz is een stad aan de Lüderitzbaai, aan de zuidwestkust van Namibië. Deze stad is de eerste Duitse nederzetting in Duits-Zuidwest-Afrika die tijdens de Duitse koloniale tijd werd gesticht in de Namibwoestijn, een streek die een puur woestijnklimaat heeft. De stichter was de koopman Adolf Lüderitz uit Bremen, die de baai in 1883 kocht en er een handelspost inrichtte. De baai heette destijds Angra Pequena. In de koloniale tijd werd een van de eilandjes voor de kust van de stad door de Duitsers in gebruik genomen als gevangeniseiland.
De stad draagt nog steeds een Duits karakter, onder meer door de grote kerk met spitse toren en de Duitstalige straatnamen. De stad wordt voorzien van fossiel water uit een aquifer. Zo dor en levenloos als het land rond de stad lijkt, zo uitbundig is het leven in de koude Atlantische Oceaan. De zee wordt daar sterk afgekoeld door de Benguelastroom, die vanuit Antarctica langs de westkust loopt tot aan de kust van Angola. Het wemelt er van de pinguïns, robben, bruinvissen, dolfijnen en walvissen. Ook zeevogels zijn er talrijk, zoals Hartlaubs meeuwen, jan-van-genten, aalscholvers en een aantal sterns.
Nadat een spoorwegarbeider in 1907 toevallig enkele diamanten in het zand vond, brak er in de nabijheid van Lüderitz een ware diamantkoorts los. Kolmanskop is een nederzetting die speciaal gebouwd werd voor het personeel van de diamantfirma. De Eerste Wereldoorlog en de plotse daling van de diamanthandel leidden echter tot het verval van de nederzetting. De achtergelaten huizen werden door de duinen begraven en de spookstad is nu een toeristische bestemming vanuit Lüderitz.
Het gebied ten zuiden van de stad is 'Sperrgebiet', een streek waar niemand mag komen omdat er veel diamant gevonden wordt. De stad kent ook verscheidene diamantvissers, die onder licentie van De Beers op de oceaanbodem naar diamant mogen vissen.
Het overtollige water van de afvalwaterverwerking van de stad stroomt als een klein riviertje de woestijn in. Langs dit kunstmatige en enigszins bedenkelijke riviertje zijn veel antilopen (gemsbok bijvoorbeeld) waar te nemen. Het stroompje eindigt in een zoutmeertje met honderden flamingo's.

## Bezienswaardigheden
- Diaz-punt
- Grasplatz
- Kolmanskop

## Speed-kanaal
Het speed-kanaal in Lüderitz wordt gebruikt door windsurfers en kitesurfers uit de hele wereld om snelheidsrecords op de 500 m te breken. De eerste recordpogingen vonden vroeger plaats in Walvisbaai. Het speed-kanaal is uitgegraven en wordt jaarlijks gebaggerd. Het thermische effect van koud oceaanwater en warm woestijnzand geeft het gebied constante, hoge en voorspelbare wind tussen augustus en maart. Het kanaal is ongeveer 1 km lang en op zijn smalste punt slechts 6 m breed. De totale vaarafstand is 800 m.
Sinds 2007 vindt er elk jaar de Lüderitz Speed Challenge plaats, onder toezien van de World Sailing Speed Record Council (WSSRC) en de International Sailing Federation (ISAF).